# Socialiste, radical et citoyen
De Groupe socialiste, radical, citoyen et divers gauche SRC was de naam tussen 2007 en 2012 van de grootste parlementaire groep in de Franse Assemblée nationale met een linkse ideologie. De groep werd door Jean-Marc Ayrault voorgezeten en voerde oppositie tegen het beleid van Nicolas Sarkozy, die gedurende die periode de president van Frankrijk was. De linkse fractie in de Assemblée is verschillende keren van naam veranderd, maar is sinds 2017 weer de groupe socialiste.
De Groupe socialiste, radical, citoyen et divers gauche is op 26 juni 2007 gesticht door de leden in de Assemblée van de Parti socialiste, de Parti Radical de Gauche, de Mouvement Républicain et Citoyen en door onafhankelijke linkse afgevaardigden. De groep was met 194 leden na de groupe UMP de grootste in de Assemblée.
Samenstelling per 27 juli 2019 
 De deelnemende partijen met de meeste zetels worden genoemd, alleen de partijen met een enkele zetel binnen de fractie ontbreken.